# Hugo Malmström
Anders Victor Hugo Malmström, född 22 mars 1882 i Karoli församling, Malmö, död juli 1951 i Malmö, var en svensk gördelmakare, företagsledare och så kallad gentlemannaryttare inom skandinavisk galoppsport. Malmström var tillsammans med sin äldre bror Sven Malmström grundare och ägare till Sven & Hugo Malmströms metallvarufabrik mellan 1904 och 1919 där det tillverkades huvudsakligen belysningsarmatur.
År 1904 övertog bröderna Sven och Hugo Malmström faderns verksamhet. Malmström sålde verksamheten till Elektriska AB Chr Bergh & Co år 1919 efter att hans bror Sven hade avlidit den 12 maj 1918. Därefter köpte han ett gods i Hartmannsdorf, Tyskland, och flyttade dit. Efter tio år återvände Malmström till Sverige och Skåne där han förvärvade godset Snogeholm. Efter ett antal år såldes även detta varefter han förvärvade Ekholmens gård i Uppland. År 1938 lämnade han Ekholmen och flyttade tillbaka till hemorten Malmö.
Hugo Malmström var en känd profil inom den unga galoppsporten på 1910-talet och rankades nr 2 bland skandinaviska ryttare. Han tävlade både i slätlöpning och steeplechase. Malmström hade flera galopphästar med vilka han ofta tävlade på banorna Jägersro i Malmö och Klampenborg utanför Köpenhamn. Han hade från dessa banor en omfattande prissamling. Till de bland kapplöpningsintresserade mest kända hästarna i Malmströms stall hörde vinnarna Clap Auster, Marouf och Melton Abbey.
År 1916 köpte Malmström engelska fullblodet Clap Auster av Johan Mannerheim på Grensholms stuteri och tränade sedan hästen på Jägersro. Clap Auster, fallen efter Black Auster, hade vunnit derbyt på Klampenborg år 1915, under träning av Axel Thorngren, och var år 1916 den häst som dittills hade dragit in mest prispengar på skandinaviska kapplöpningsbanor.
Hugo Malmström var son till gördelmakare Per Malmström och Elisabeth Malmström (Möller). Han efterlämnade inte några bröstarvingar. Ärvde honom gjorde hans änka, syskonen Anna Elisabet Malmström, Betty Olivia Nelson och Klara Dorotea Eugenia Nilsson, samt syskonbarn.